# Christopher Trejo
Christopher Brayan Trejo Morantes (ur. 2 grudnia 1999 w Guadalupe) – meksykański piłkarz występujący na pozycji napastnika lub skrzydłowego, od 2024 roku zawodnik Morelii.